# Max Behr (Ornithologe)
Maximilian Albert Behr (* 11. Januar 1857 in Köthen; † 8. Mai 1934 in Steckby) war deutscher Naturforscher und Tierschützer.

## Leben

### Familie
Behr war der Sohn eines Juristen und leidenschaftlichen Jägers und dessen Ehefrau. Sie stammte aus einer Familie von Förstern.  Behr hatte eine für damalige Verhältnisse sorglose Kindheit. Später verwaltete er als Amtsmann das Gut Trebbichau bei Köthen.

### Karriere
1902 übergab er das Gut seinem Bruder und konzentrierte sich ganz auf praktische Maßnahmen zum Schutz der Tierwelt. Zwischen 1913 und 1919 kartierte er über das Vorkommen der Elbebiber, sowie die Entwicklung von Vogelnistkästen aus Holz. 1920 pachtete er ein leerstehendes Pfarrhaus in Steckby, um sich noch intensiver dem Vogel- und Biberschutz zu widmen und gründete (obwohl unbeabsichtigt) eine Vogelschutzwarte. 1929 kartierte er erneut, diesmal unter Auftrag des Staatlichen Naturarchivs in Preußen, die lokalen Elbebiber. Seinen Anregungen und Vorschlägen ist es zu danken, dass insbesondere in Anhalt zahlreiche Biberrettungshügel angelegt wurden, die den Tieren bei Hochwasser sichere Zuflucht boten. Auch die Einrichtung von Biberschutzgebieten (Schutzgebiet Behr) in Anhalt, in denen die Biber erhöhte Fürsorge erfahren sollten, geht auf das Wirken von Amtmann Behr zurück.
Er war unter der Bevölkerung und der Wissenschaft als „Bibervater“ bekannt. In Anerkennung seiner geleisteten Arbeit, insbesondere dem Schutz der Vogelwelt, wurde seine Wirkungsstätte im Jahre 1932 durch das Anhaltische Staatsministerium zur Staatlich anerkannten Muster- und Versuchsstation für Vogelschutz ernannt.
1924–1928 wachsen die Schutzgebiete, aber die Weltwirtschaftskrise 1929 versetzt dem Wachstum einen Dämpfer. Aber an der mittleren Elbe bei Steckby wird die Zusammenarbeit mit dem Vogelschützer und Biberexperten Max Behr weiter intensiviert. Im Auftrag des „Bundes für Vogelschutz (BfV)“ beginnt Behr mit Versuchen zur biologischen Schadinsektenbekämpfung durch dichten Besatz mit Vogelnistkästen. Das 1929 vom Grafen von Dürckheim gepachtete, 2000 Hektar große, „Schutzgebiet Behr“ ist letzter deutscher Rückzugsraum des Bibers und wird später zur Kernzone des Biosphärenreservates Steckby-Lödderitzer Forst.
„Bibervater“ wurde der Naturschutzpraktiker Behr dann auch ehrerbietig sowohl bei der Bevölkerung als auch in Kreisen der Wissenschaft genannt. Die Schönheiten unserer Natur hielt er erstmalig für die Nachwelt fest. Unter vielen Mühen mit der damaligen, zum Teil selbst montierten Fototechnik, z. B. einer mit Schultergurten tragbaren, mattschwarzen „Fotokanone“ deren Kernstück ein 2 kg schweres Fotoobjektiv der Firma Carl Zeiss in Jena war, ging er auf Fotopirsch. Das Objektiv mit einer vielfachen Vergrößerung erforderte ein besonders wackelfreies verstrebtes Dreibeinstativ. Dessen Stabilisierung und ausgewogene spielfreie Schwerpunktlagerung war notwendig, um wenige Zentimeter große Tiere, die dutzende Meter entfernt waren festzuhalten.